# Aboitiz Air
Aboitiz Air was een Filipijnse vrachtluchtvaartmaatschappij. De thuishaven was Pasay City, Manilla. Tegenwoordig behoort Aboitiz Air tot de Filipijnse vrachtluchtvaartmaatschappij 2GO.

## Geschiedenis
De luchtvaartmaatschappij ontstond op 28 januari 1988 door een joint venture tussen Aboitiz en Andres Soriano.